# Carybdea marsupialis
Carybdea marsupialis är en nässeldjursart som beskrevs av Carl von Linné 1758. Carybdea marsupialis ingår i släktet Carybdea och familjen Carybdeidae. Inga underarter finns listade i Catalogue of Life.

## Bildgalleri

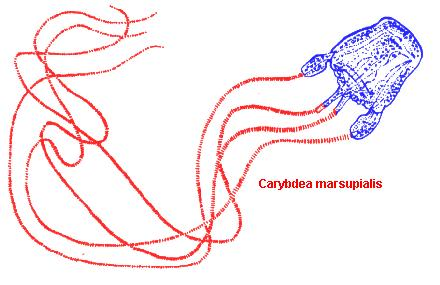
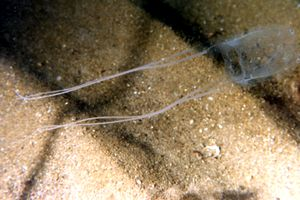
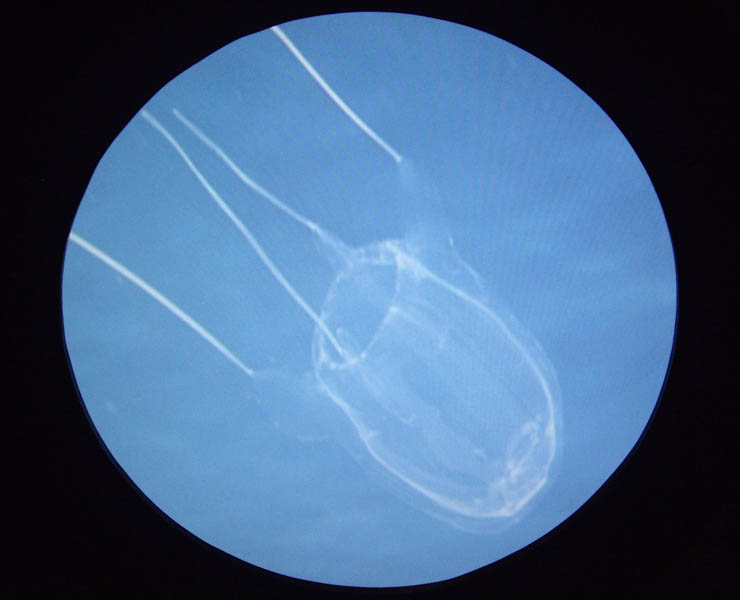